# Полом (Юрьянский район)
Полом — деревня в Юрьянском районе Кировской области России. Входит в состав Подгорцевского сельского поселения.

## География
Деревня находится на севере центральной части Кировской области, в подзоне средней тайги, при автодороге Р176, на расстоянии приблизительно 30 км (по прямой) к юго-востоку от посёлка городского типа Юрья, административного центра района. Абсолютная высота — 110 м над уровнем моря.
Климат
Климат характеризуется как континентальный, умеренно холодный. Среднегодовая температура — 1,5 °C. Средняя температура воздуха самого холодного месяца (января) составляет −14,2 °C (абсолютный минимум — −47 °С); самого тёплого месяца (июля) — 17,8 °C (абсолютный максимум — 37 °С). Безморозный период длится в течение 103—110 дней. Годовое количество атмосферных осадков — 583—621 мм. Снежный покров держится в течение 168—172 дней.
Часовой пояс
Деревня Полом, как и вся Кировская область, находится в часовой зоне МСК (московское время). Смещение применяемого времени относительно UTC составляет +3:00.

## Население
| 2010 |
| ---- |
| 0    |